# نیکولاس ماوروماتیس
نیکولاس ماوروماتیس (انگلیسی: Nikolaos Mavrommatis؛ زادهٔ ۱۹ ژوئیهٔ ۱۹۸۰) تیرانداز اهل یونان است.
وی در مسابقات کشوری و بین‌المللی در مجموع برندهٔ ۱ مدال نقره شده‌است.